# Ša'ar Menaše
Ša'ar Menaše (hebrejsky שַׁעַר מְנַשֶּׁה, doslova „Brána Menaše“, v oficiálním přepisu do angličtiny Sha'ar Menashe) je komplex psychiatrické léčebny a obec v Izraeli, v Haifském distriktu, v Oblastní radě Menaše.

## Geografie
Leží v nadmořské výšce 43 metrů v pobřežní nížině, nedaleko kopcovité oblasti podél Zelené linie, která odděluje Izrael v mezinárodně uznávaných hranicích a okupovaný Západní břeh Jordánu.
Obec se nachází 12 kilometrů od břehu Středozemního moře, cca 47 kilometrů severovýchodně od centra Tel Avivu, cca 40 kilometrů jižně od centra Haify a 8 kilometrů východně od města Chadera. Ša'ar Menaše obývají Židé, přičemž osídlení v tomto regionu je převážně židovské. 3 kilometry jihovýchodně od osady ale začíná téměř souvislý pás měst a vesnic obývaných izraelskými Araby v takzvaném Trojúhelníku.
Ša'ar Menaše je na dopravní síť napojen pomocí místní silnice číslo 6403 (spojení do města Pardes Chana-Karkur) a místní silnice číslo 574 (severojižní spojení). Východně od obce probíhá také dálnice číslo 6 (Transizraelská dálnice).

## Dějiny
Ša'ar Menaše byl založen v roce 1949. Jde o největší psychiatrickou léčebnu v Izraeli. V 60. letech 20. století se ale Ša'ar Menaše uvádí i jako instituce zaměřená na péči o seniory.
Dle stavu k roku 2010 bylo mezi klienty ústavu 200 Židů, kteří přežili holokaust.

## Demografie
Podle údajů z roku 2014 tvořili naprostou většinu obyvatel v Ša'ar Menaše Židé (včetně statistické kategorie "ostatní", která zahrnuje nearabské obyvatele židovského původu ale bez formální příslušnosti k židovskému náboženství).
K 31. prosinci 2014 zde žilo 550 lidí. Během roku 2014 populace stoupla o 61,3 %.
| Rok            | 1961 | 1972 | 1983 | 1995 | 2001 | 2003 | 2004 | 2005 | 2006 | 2007 | 2008 | 2009 | 2010 | 2011 | 2012 | 2013 | 2014 |
| -------------- | ---- | ---- | ---- | ---- | ---- | ---- | ---- | ---- | ---- | ---- | ---- | ---- | ---- | ---- | ---- | ---- | ---- |
| Počet obyvatel | 1685 | 1023 | 1091 | 1076 | 1210 | 1178 | 1164 | 1165 | 1157 | 1142 | 1125 | 410  | 388  | 325  | 350  | 341  | 550  |